# Вад (река)
Вад (Большой Вад, от морд. «вадь» — вода) — средняя река в Мордовии, Пензенской и Рязанской областях, левый приток Мокши (бассейн Оки).
Длина реки — 222 км, площадь бассейна — 6500 км². Извилистая, в основном лесная река (хотя есть и луговые участки). Среднегодовой расход воды у Авдалово (84 км от устья) — 7,66 м³/с.

## Течение

Бассейн Мокши

Берёт начало из родников в Черкасском лесу в Пачелмском районе Пензенской области. Течёт в основном на север. Вблизи Вадинска на реке сооружена 700-метровая плотина. Объём водохранилища, образованного этой плотиной, — 21 млн м³.
Протекает в Пензенской области по населённым пунктам Коповка, Вадинск, Большая Лука, Серго-Поливаново, Луговое.
По Мордовии течёт в заболоченной равнине, окружённая лесами. Ниже посёлка Ширингуши принимает левые притоки Удёв, Марчас, Пичкиряс и правые притоки Парца, Явас.
Последние 15 км течёт по территории Рязанской области, впадая в Мокшу ниже посёлка городского типа Кадом. Высота устья — около 88,3 м над уровнем моря.

## Притоки
(расстояние от устья)
- 22 км: руч. Швара
- 27 км: Тасть
- 39 км: Явас
- 46 км: руч. Юзга
- 55 км: Парца
- 73 км: руч. Санкелян
- 78 км: Пичкиряс
- 83 км: Вадакш
- 86 км: Журавка
- 93 км: Вячка
- 109 км: Лястьма
- 114 км: Марчас
- 126 км: Удёв
- 144 км: Кита
- 157 км: Латос
- 173 км: без названия, у с. Тенево
- 174 км: без названия, у с. Тенево
- 185 км: Керенка (Дальняя)
- 186 км: руч. Тюрьев
- 204 км: Котёл